# Rousettus
Rousettus (Gray, 1821) è un genere di pipistrello della famiglia degli Pteropodidi comunemente noti come rossetti. 

## Etimologia
Il termine generico deriva dalla parola francese roussette, ovvero rossiccio, utilizzata dagli esploratori Freycenet e Dumont d'Urville durante i loro viaggi in Indonesia per descrivere genericamente le grosse volpi volanti, caratterizzate da un mantello rossastro.

## Descrizione

### Dimensioni
Al genere Rousettus appartengono pipistrelli di medie dimensioni con la lunghezza dell'avambraccio tra i 75 mm di R.obliviosus e i 95 mm di R.lanosus e un peso fino a 165 g.

### Caratteristiche craniche e dentarie
Il cranio, simile a quello di Eidolon ma privo del meato uditivo ossificato, presenta ossa pre-mascellari in contatto.
Sono caratterizzati dalla seguente formula dentaria:

### Aspetto
La pelliccia è nella maggior parte delle specie corta e rada. Le parti dorsali sono solitamente brunastre, mentre quelle ventrali sono più chiare. Talvolta sono presenti dei ciuffi untuosi olivastri sui lati del collo, o in alcune forme un collare di peli più chiari. L'indice è sempre provvisto di un artiglio. Le membrane alari sono attaccate posteriormente alla base del primo oppure del secondo dito dei piedi. In una specie sono attaccate talmente in alto lungo la spina dorsale da far sembrare la schiena priva di peli. La coda è corta ma ben sviluppata, mentre l'uropatagio è ridotto ad una sottile membrana lungo la parte interna degli arti inferiori. Il calcar è piccolo. I maschi sono più grandi delle femmine. Emettono ultrasuoni generati dallo schioccare della lingua sul palato, caratteristica questa tra le più primitive tra tutti i pipistrelli.

## Distribuzione e habitat
Il genere è diffuso nell'Africa subsahariana, nel Vicino Oriente, nel Subcontinente Indiano, nella Cina meridionale, nella regione Indomalese, e dalla Nuova Guinea fino alle Isole Salomone.
Vive all'interno di grotte, principalmente nella zona di penombra.

## Tassonomia
Il genere comprende 8 specie.
- Sottogenere Rousettus
  - Rousettus aegyptiacus - Rossetto egiziano
  - Rousettus amplexicaudatus - Rossetto di Geoffroy
  - Rousettus leschenaultii - Rossetto di Leschenault
  - Rousettus linduensis - Rossetto del Lago Lindu
  - Rousettus obliviosus - Rossetto delle Comore
  - Rousettus spinalatus - Rossetto dal dorso nudo
  - Rousettus tangkokoensis[3]
- Sottogenere Stenonycteris (Gray, 1871)  - I denti masticatori sono più stretti, le arcate zigomatiche sono più delicate.
  - Rousettus lanosus - Rossetto lanoso
  - Rousettus madagascarensis - Rossetto del Madagascar